# 吳昭望
吳昭望，陕西大兴人，清朝政治人物。出身。
嘉庆十五年七月，擔任清朝廣東省潮州府豐順縣知縣。后由嚴暉吉接任。